# Georgi Gatschetschiladse
Georgi Gatschetschiladse (georgisch გიორგი გაჩეჩილაძე, russisch Георгий Иванович Гачечиладзе/Georgi Iwanowitsch Gatschetschiladse; * 17. August 1914 in Kutaissi; † 1994) war ein sowjetischer Schachfunktionär und -trainer.

## Leben
Als Schachspieler nahm Gatschetschiladse an einigen Turnieren auf republikanischer Ebene in Georgien teil, ohne jedoch Top-Platzierungen zu erreichen. Während seines Studiums leitete er einen Schachklub an der Staatlichen Universität Tiflis. Ab 1953 war er als Leiter der Schachabteilung im Staatskomitee für Körperkultur und Sport der Georgischen SSR tätig. In dieser Funktion war er wesentlich an der Entwicklung des Schachspiels, insbesondere des Frauenschachs, in Georgien beteiligt.
Gatschetschiladse war Vorstandsmitglied im Sowjetischen Schachverband. Er trug den Titel eines nationalen und seit 1962 eines internationalen Schiedsrichters. Im Jahr 1971 wurde er als „Verdienter Trainer der UdSSR“ geehrt. Außerdem wurde er mit der Medaille „Für heldenmütige Arbeit“ und dem Ehrentitel „Verdienter Arbeiter in Körperkultur und Sport“ ausgezeichnet.